# Grosser Mörchner
Le Grosser Mörchner est une montagne qui s’élève à 3 285 m d’altitude dans les Alpes de Zillertal, en Autriche.